# Австро-Венгрия
А́встро-Ве́нгрия (нем. Österreich-Ungarn, венг.  Ausztria–Magyarország; официальное полное название — Австро-Венгерская монархия) — двуединая монархия Габсбургов (K. und k.) и многонациональное государство в Центральной Европе, существовавшее в 1867—1918 годах; реальная уния Австрии и Венгрии.
На территории бывшей Австро-Венгрии располагаются современные государства Австрия, Босния и Герцеговина, Венгрия, Словакия, Словения, Хорватия, Чехия, а также почти половина территории Румынии (историческая область Трансильвания и жудец Сучава); отдельные части входят в состав Италии (автономная область Трентино-Альто-Адидже, часть области Фриули-Венеция-Джулия, включая Триест), Польши (Малопольское и Подкарпатское воеводства), Сербии (Автономный край Воеводина, часть Белграда), Черногории (Которский залив); Украины (Закарпатская, Ивано-Франковская, Львовская, Тернопольская и Черновицкая области). Кроме того, империя также владела «квазиколонией» — концессией в китайском городе Тяньцзинь.

## Создание Австро-Венгрии
В 1804 году Франц II из династии Габсбургов на наследственных владениях своего рода провозгласил Австрийскую империю как противовес империи Наполеона. Спустя несколько десятилетий, в 1848 году, в Австрийской империи началась революция, также называемая «весной народов». Активизировались национально-освободительные движения. В 1849 году восстания удалось подавить с помощью российской армии, хотя империя сильно ослабла.

### Австрийская империя в 1850-х — 1860-х годах
До 1848 года Австрийская империя сохраняла федеративный характер, но после подавления революций 1848—1849 годов была преобразована в унитарное государство с абсолютной и ничем не ограниченной (конституция 1849 года была отменена в апреле 1851 года) центральной властью.
Режим, установленный в империи, характеризовался повышенной степенью бюрократизации и администрированием непосредственно из Вены. Сложилась так называемая «баховская система» (по имени министра внутренних дел Александра Баха), ликвидировавшая региональную специфику и внутреннюю автономию областей.
В Венгрии было усилено военное присутствие, полицейские формирования и цензура. Тем не менее даже в условиях неоабсолютизма были сохранены свобода распоряжения личной собственностью, равенство всех перед законом, а в 1853 году была проведена Аграрная реформа, ликвидировавшая крепостное состояние крестьянства.
В конце 1850-х годов Австрия оказалась в полной изоляции в Европе: австрийская интервенция в Дунайские княжества в период Крымской войны разрушила союз с Россией, а отказ от активного участия в войне оттолкнул от неё Францию.
Отношения с Пруссией также разладились из-за австро-прусской конкуренции в Германской конфедерации и конфликта о наследовании Нёвшателя.
В 1859 году разразилась Австро-итало-французская война, обернувшаяся крахом австрийских вооружённых сил в битве при Сольферино, потерей Ломбардии и образованием сильного Итальянского королевства.
Поражение в войне вызвало сильнейший внутренний кризис в империи. Ярко обозначились полная неспособность власти к активным действиям и отказ наций от поддержки имперской политики. Начались массовые антиправительственные выступления, особенно сильные в Венгрии (демонстрация 15 марта 1860 года в Пеште в память революции 1848—1849 годов, митинги по стране после смерти Иштвана Сеченьи).
Всё это вынудило императора пойти на уступки национальным движениям страны. 20 октября 1860 года был издан «Октябрьский диплом» — новая конституция империи, восстановившая автономию регионов и расширившая права региональных ландтагов, прежде всего венгерского государственного собрания, получившего даже право законодательной инициативы. Была также восстановлена комитатская система в Венгрии, а венгерский язык был объявлен официальным на территории Венгрии.
Тем не менее «Октябрьский диплом» не успокоил венгерское общество: волнения с требованиями восстановления во всей полноте конституции 1849 года продолжились. В то же время диплом вызвал недовольство славянских частей империи, протестующих против предоставления особых прав венграм, а также австрийских либералов, опасающихся того, что в новом имперском рейхсрате немцы окажутся в меньшинстве.
В результате 26 февраля 1861 года был опубликован «Февральский патент», изменявший октябрьскую конституцию в духе централизации: права региональных ландтагов были существенно сокращены, а полномочия имперского рейхсрата, формируемого теперь не по национально-территориальному, а по сословному принципу, значительно расширены.
Государственное собрание Венгрии отказалось утвердить «Февральский патент» и воздержалось от посылки своих представителей в имперский парламент. Была также принята «петиция Деака» императору с просьбой о восстановлении конституции 1849 года. Но император отверг петицию и 22 августа 1861 года распустил государственное собрание и местные комитатские собрания.
В Венгрии был введён режим чрезвычайного положения (так называемый «провизориум Шмерлинга»), который вскоре был распространён и на другие регионы империи. В 1863 году имперский парламент покинули чешские и польские депутаты, что полностью парализовало его работу. Таким образом, попытки реформ провалились, что в 1865 году признал и сам император, отменив конституцию 1860 года.

### Венгерское национальное движение в 1849—1862 годах

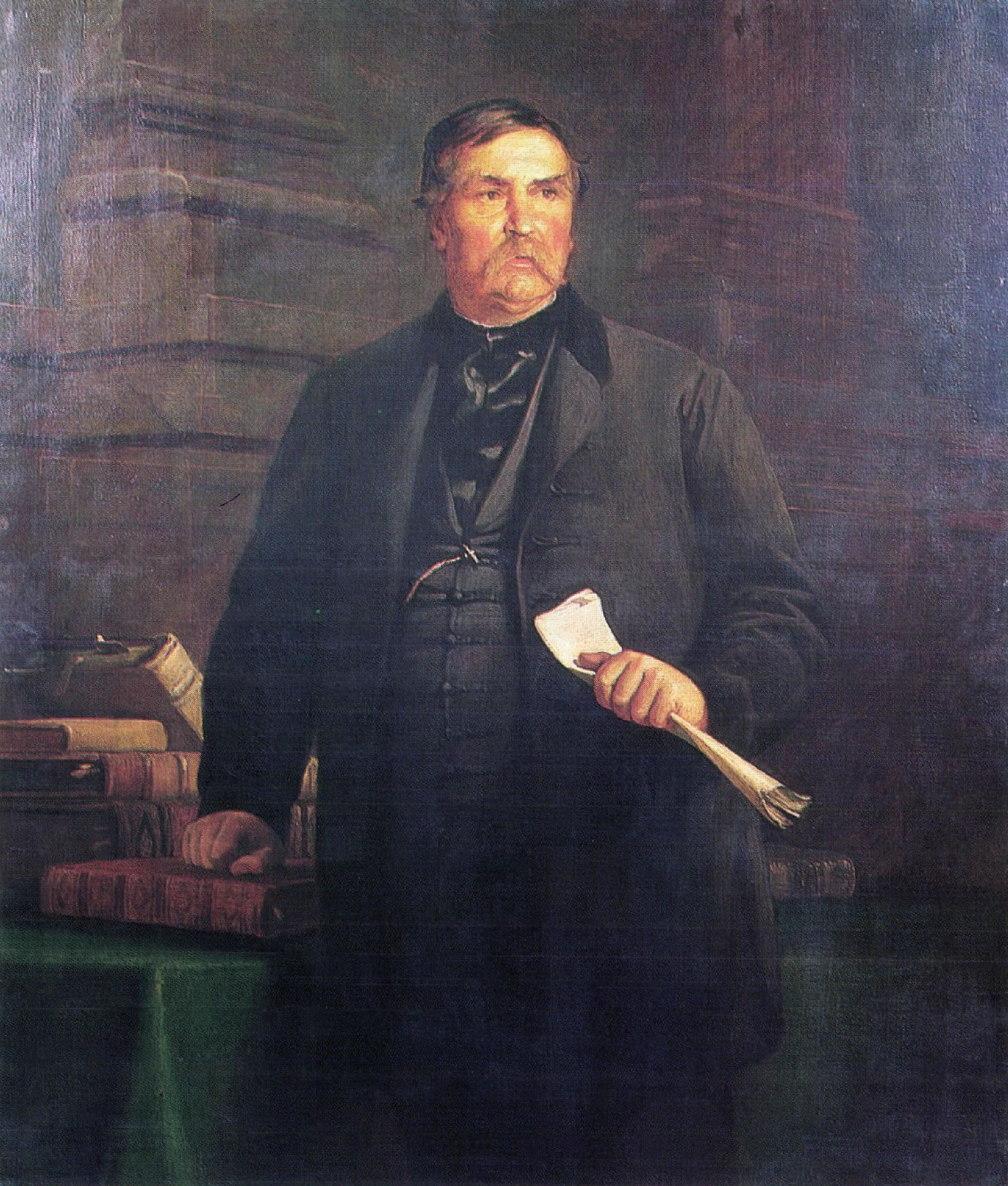
Ференц Деак, портрет 1869 года

Венгерское национальное движение в период после подавления революции 1848—1849 годов характеризовалось высоким уровнем неоднородности. Центристы во главе с Йожефом Этвёшем безуспешно пытались убедить австрийское правительство вернуться к федерализму и автономии регионов, существовавшим до 1848 года, считая, что только расширением прав областей, составляющих империю, можно добиться её укрепления. Более популярными среди венгров, однако, были те политические группировки, которые отказывались от сотрудничества с «баховским режимом». Наибольшее влияние приобрёл Ференц Деак, бывший министр юстиции революционного правительства Лайоша Баттяни, ставший идеологом движения «пассивного сопротивления» (уклонение от уплаты налогов, неучастие в администрации, отказ от любого сотрудничества с правительственными структурами, демонстративное «невладение» немецким языком). Целью Деака и его сторонников было восстановление внутреннего суверенитета Венгрии в рамках Австрийской империи, то есть возвращение к ситуации времён весны—лета 1848 года, когда венгерская революция уже добилась широкой автономии и самоуправления, но ещё не порвала с династией Габсбургов и империей как таковой. Наиболее радикальное крыло венгерского национального движения представлял Лайош Кошут; он и другие лидеры революции в эмиграции выступали с требованиями независимости как Венгрии, так и других национальных регионов империи, и формирования на Балканах венгро-славяно-румынской конфедерации под руководством Венгрии. Кошут, подготавливавший в Венгрии новое восстание, стремился заручиться поддержкой западных держав против Австрии и России, которых он считал главными врагами прогресса в Центральной и Юго-Восточной Европе. Его выступления в Конгрессе США, переговоры с Наполеоном III, Кавуром и другими общественными деятелями Запада обеспечили мировое признание венгерского национального движения и расширение симпатий к венграм в Европе.

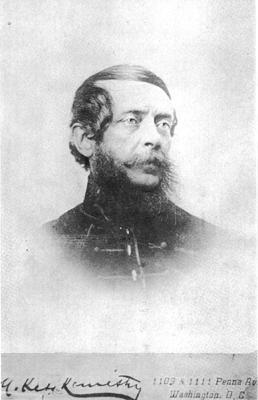
Лайош Кошут в 1851 году

Кошут планировал использовать австро-итало-французскую войну 1859 года для поднятия нового восстания в стране. Однако быстрое заключение враждующими сторонами Виллафранкского мира разрушило планы радикалов. Тем не менее на период 1859—1861 годов пришёлся пик антиавстрийских выступлений в Венгрии. Любое политическое событие в то время вызывало массовые митинги и демонстрации. Венгры срывали с государственных учреждений австрийские гербы. Попытки правительства урегулировать ситуацию путём ограниченных реформ провалились: Октябрьский диплом и Февральский патент были отвергнуты венгерским национальным движением. Главным требованием оставалось восстановление конституции 1848 годов, предполагающей полный суверенитет Венгерского королевства при сохранении унии с Австрией. В 1863 году конституционные реформы были свёрнуты и правительство вновь вернулось к автократическим методам управления. Именно в этот период началось падение влияния радикалов в венгерском национальном движении: опубликованный Кошутом в 1862 году проект «Дунайской конфедерации» был раскритикован не только центристами и партией Деака, но и левым крылом венгерского движения (партия резолюции Кальмана Тисы).

### Австро-венгерское сближение
Несмотря на провал попыток конституционных реформ в 1860—1861 годах, император Франц Иосиф I не оставил надежды на выработку некоего компромисса с венгерским национальным движением, позволившего бы укрепить монархию. В 1865 году начались секретные переговоры через посредников между императором и Ференцем Деаком. Их результаты были опубликованы в «Пасхальной статье» Деака 16 апреля 1865 года, в которой лидер венгерских либералов высказался за отказ от традиционного требования восстановления конституции 1848 года. На государственном собрании Венгрии, открывшемся в 1865 году, развернулась бурная дискуссия об условиях, на которых возможен компромисс с Австрией. Победу одержал Деак и его сторонники, которым противостояли радикалы и «партия резолюции», настаивавшие на необходимости утверждения конституции 1848 года в качестве предварительного условия соглашения.
Австро-венгерское сближение ускорили международные события середины 1860-х годов. В 1866 году вспыхнула Австро-прусская война и австрийские войска были наголову разбиты в битве при Садове. Поражение в войне означало исключение Австрийской империи из Германской конфедерации и начало процесса объединения Германии под эгидой Пруссии. Резкое ослабление в результате войны Австрийской империи при одновременном усилении угрозы со стороны России и росте панславянских симпатий внутри национальных движений славянских народов империи, прежде всего чехов, обеспокоили венгерских лидеров. Тактика «пассивного сопротивления» уже не приносила результатов, а, наоборот, лишала венгерскую элиту возможности участвовать в управлении страной. В то же время усилились национальные движения других наций Австрийской империи: чехов, хорватов, румын, поляков и словаков, которые выступали с идеями преобразования государства в федерацию равноправных народов. Всё это привело к тому, что Деак и его сторонники решили отказаться от национальной идеологии времён революции и радикально снизили объём своих требований на переговорах с правительством.
В то же время австрийские либералы так же осознали необходимость союза с венграми для того, чтобы немцы остались преобладающей нацией в западной половине империи. Франц Иосиф, рассматривавший несколько вариантов трансформации государства, включая возврат к неоабсолютизму и создание федерации народов, к концу 1866 года убедился в преимуществах австро-венгерского дуализма, который давал надежду на возможный австрийский реванш в Германии. Определённую роль в смягчении позиции императора по отношению к венгерскому национальному движению, видимо, сыграла его жена, императрица Елизавета, симпатизировавшая венграм. Позднее её роль в достижении австро-венгерского компромисса была сильно преувеличена общественным мнением Венгрии, романтизировавшим образ императрицы.
В таких условиях власти Австрийской империи искали уже не сближения с враждебно настроенным Германским союзом во главе с Пруссией, а компромисса с Венгрией, в которой к тому времени существовало мощное национальное движение. В марте 1867 года было заключено Австро-венгерское соглашение, превратившее Австрийскую империю в Австро-Венгрию. Новое государство представляло собой конституционную дуалистическую монархию, разделённую на Транслейтанию и Цислейтанию. Обе части возглавил бывший император Австрийской империи Франц Иосиф I, который и правил Австро-Венгрией вплоть до 1916 года.

## Территория и демография

### Территория

Территория и население Австро-Венгрии в 1910 году

На севере Австро-Венгрия граничила с Саксонией, Пруссией и Россией, на востоке — с Румынией и Россией, на юге — с Румынией, Сербией, Турцией, Черногорией и Италией и омывалась Адриатическим морем, а на западе — с Италией, Швейцарией, Лихтенштейном и Баварией (с 1871 года Саксония, Пруссия и Бавария — в составе Германской империи).

### Население
Население — 39 386 934 человека на 1890, 48 141 961 на 1902 и 51 390 000 человек на 1910 год. В разрезе подданства большинство населения в Цислейтании составляли австрийские граждане («австрийцы», нем. österreichischen staatsbürgern, österreichern), в Транслейтании — венгерские граждане (венг. Magyar állampolgárok). В 1843 году славяне были крупнейшей по численности национальной группой — 15 465 000 из 29 080 000 человек населения; на втором месте были австрийцы (6 965 000), на третьем венгры (5 300 000), на четвёртом валахи (румыны) (1 млн), и на пятом итальянцы (350 000 человек). К 1910 году немцы составляли 23 % населения, славяне (чехи, словаки, хорваты, сербы, поляки, русины, украинцы и словенцы) 46,9 %, венгры — 20,2 %.

## История

### От Австро-прусской до Первой мировой войны
С момента своего образования Австро-Венгрия, представлявшая собою полиэтническое государственное образование, испытывала существенное давление со стороны славянских национальных движений, охватывавших значительную часть её территории. Австрийская империя представляла собою немецкое государство, претендовавшее на первенство в Германии. После Австро-прусской войны (1866), ознаменовавшейся потерей Венецианской области в Италии и объединением Германии, которое реализовалось по «малогерманскому» сценарию, исключившему Австро-Венгрию, активизировалось чешское национальное движение, охватившее наиболее промышленно развитую часть страны.
10 октября 1871 года ландтаг Королевства Богемия принял резолюцию, требовавшую предоставления Чехии равного с Венгрией и Австрией статуса. Но попытки урегулировать в 1871 году чешский вопрос, предоставив чешским землям большие права, были блокированы непримиримой позицией австрийских немцев.
Во внешней политике Австро-Венгрии руководящим фактором служил Союз трёх императоров. На Берлинском конгрессе Австро-Венгрия получила полномочие для занятия и управления османской провинцией — Боснией, в 1878 году австрийские войска вступили в эти земли и заняли их, местами после кровопролитного сопротивления. В 1879 году Австро-Венгрия заняла также и Новопазарский санджак.
В 1879 году к власти в Цислейтании пришло консервативное правительство Эдуарда Тааффе, которое определяло политику Австрии в течение 14 лет. Каждое австрийское правительство сталкивалось с необходимостью проводить свою политику, лавируя между различными социальными силами и национальными движениями.
B 1880 году правительство Тааффе обязало администрацию и суды в Чехии вести дела на языке лица, чьё дело разбиралось. B 1882 году чехи добились разделения по языковому признаку Пражского университета. Проведённая в том же году реформа избирательного права позволила им в следующем году завоевать большинство мандатов в ландтаге. Чешские немцы, в свою очередь, потребовали разделения административных округов на немецкие и чешские. Чешское большинство ландтага отклонило это требование, и немецкие депутаты впервые покинули собрание. Их бойкот продолжался четыре года (1886—1890).

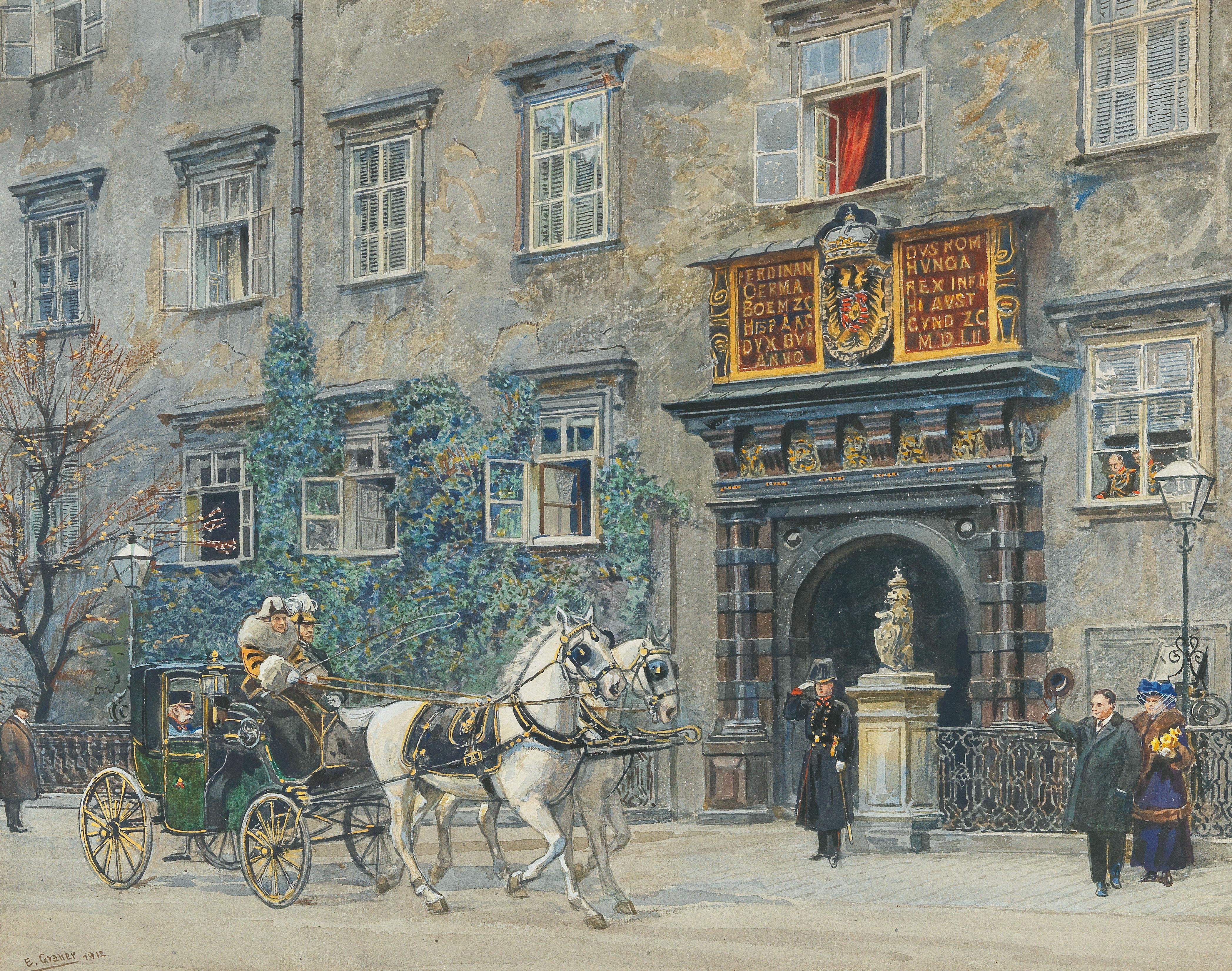
Выезд императора Франца Иосифа из Хофбурга

Споры относительно прав национальностей и признания равноправия их языков происходили и в других землях империи. Национальные проблемы пересекались с социальными и, в свою очередь, ещё более обостряли их. Правительство было вынуждено осуществлять реформы в области трудового законодательства, ввести социальное страхование.
B 1882 году Австро-Венгрия заключила с Германией и Италией так называемый Тройственный союз.
Ряд реформ избирательной системы завершился введением в 1907 году в Австрии (Цислейтании) всеобщего (для мужчин) избирательного права.
В Венгрии также было мощное движение за всеобщее избирательное право. B ход политической борьбы в Венгрии 1905 года неожиданно вмешался император Франц-Иосиф, причём в пользу избирательной реформы. События, получившие название «венгерский кризис», заключались в том, что Партия независимости Венгрии во главе с Ференцем Кошутом начиная с 1902 года развернула кампанию за создание самостоятельной таможни и Национального банка, введение венгерского командного языка в австро-венгерской армии (с перспективой её разделения), ограничение связей с Австрией персональной унией. Коалиция венгерских оппозиционных партий сорвала принятие венгерским сеймом правительственных законопроектов об увеличении численности армии и расходов на вооружение, а также заключение экономического соглашения с Австрией на очередное десятилетие. B январе 1905 r. оппозиция одержала победу на выборах в венгерский сейм. Франц-Иосиф отказался поручить формирование нового кабинета победителям и своей властью назначил антиконституционное правительство во главе с генералом Г. Фейервари. B феврале 1906 года был разогнан венгерский сейм, а спустя два месяца венгерская оппозиция согласилась прекратить «пассивное сопротивление» и сформировать правительство. Но избирательная реформа в Венгрии так и не была проведена.
5 октября 1908 года Франц-Иосиф в связи с младотурецкой революцией в Османской империи объявил об аннексии Боснии и Герцеговины. Это вызвало международный кризис.
Во время Первой балканской войны, когда в конце ноября 1912 года Сербия объявила оккупированные албанские территории на побережье аннексированными, Австро-Венгрия, угрожая войной, провела частичную мобилизацию. Лондонская мирная конференция послов европейских держав отклонила сербские притязания и подтвердила своё решение от 27 декабря 1912 года о создании независимого албанского государства. Угроза войны на время отступила.
На закате существования империи была предложена компромиссная идея создать и развивать концепцию «центральноевропейской нации» населяющей Австро-Венгрию, которая состояла бы из множества равных народов, но при этом имела бы общее историческое и культурное ядро. Эта идея так и не была реализована.

### Первая мировая война
Убийство наследника престола Франца Фердинанда в Сараеве в июне 1914 года привело к объявлению Австро-Венгрией войны Сербии, что стало началом Первой мировой войны.

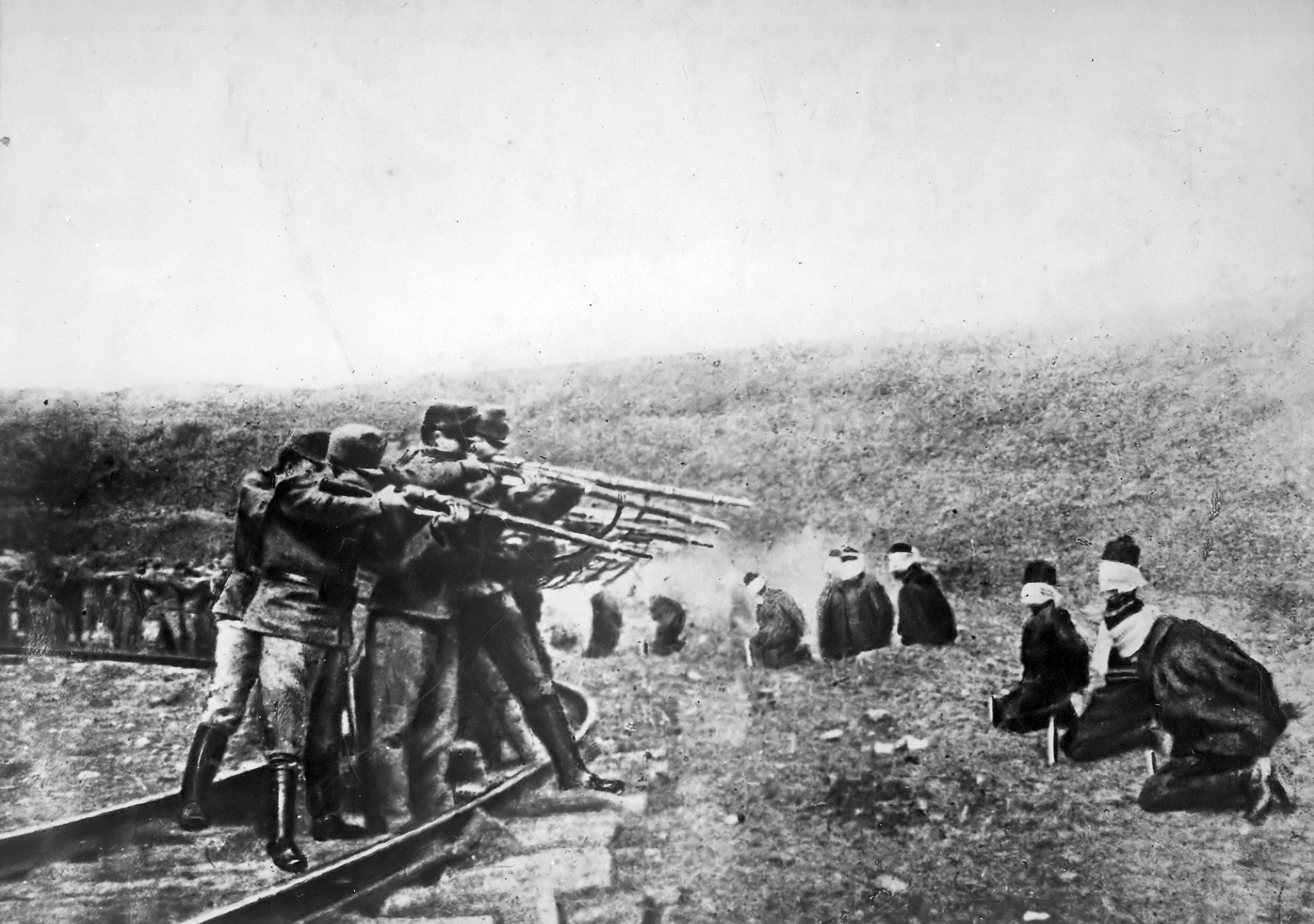
Австро-венгерские солдаты расстреливают участников Топлицкого восстания

Однако начало войны для Австро-Венгрии оказалось крайне неудачным. Австро-венгерской армии пришлось сразу же вести полномасштабную войну на двух фронтах — против Сербии и против России. Галицийская битва была проиграна и австро-венгерская армия отступила к Карпатам. Быстро победить Сербию также не получилось, и она была оккупирована лишь в конце 1915 года при решающем участии союзных германских войск, а австро-венгерские войска без германской помощи оккупировали Черногорию.
В 1915 году Горлицкий прорыв германских войск и последовавшее за ним «Великое отступление» российской армии позволили Австро-Венгрии вернуть себе Галицию, но в 1916 году в результате Брусиловского прорыва положение Австро-Венгрии вновь осложнилось.
Также в 1915 году в войну против Австро-Венгрии вступила Италия, а в 1916 году — Румыния. С помощью германских войск Румыния была быстро побеждена, но за германскую помощь Австро-Венгрии пришлось идти на серьёзные уступки и согласиться на создание единого с Германией военного командования.
Уже на второй год войны резко ухудшилось снабжение городского населения Австро-Венгрии продовольствием. Летом 1916 года у властей Австро-Венгрии усилилось стремление к миру. В ноябре 1916 умер престарелый император Франц-Иосиф, императором стал Карл I, который отчаянно стремился найти выход из затянувшейся войны. В начале 1917 года он тайно вступил в мирные переговоры с Францией, используя в качестве посредника своего родственника Сикста Бурбон-Пармского, бывшего офицером бельгийской армии. Об этой попытке стало известно, и власти Австро-Венгрии вынуждены была оправдываться перед Германией.
После неудачного наступления российских войск в июле 1917 года и последовавшего за ним австро-венгерского контрнаступления Австро-Венгрии со стороны России уже ничто не угрожало. После победы Октябрьской революции Восточный фронт вообще перестал существовать, но Брестский мир и участие австро-венгерских войск в оккупации значительных территорий на Украине не смогли переломить ситуацию в пользу Австро-Венгрии.
Основную заботу для Австро-Венгрии с 1917 года представлял лишь итальянский фронт, где с переменным успехом шли кровопролитные бои.
Никакие мирные инициативы Австро-Венгрии и Германии уже не могли изменить ход войны. Все большую популярность в странах Антанты приобретали требования освобождения всех славянских народов от германского и австрийского господства. До сентября 1918 года видимых признаков организованных сепаратистских движений в Австро-Венгрии не было, но недовольство славянских народов империи войной сказывалось на боеспособности австро-венгерской армии с каждым годом войны все больше. Солдаты-славяне сдавались в плен при каждом удобном случае.
Процесс распада Австро-Венгрии начался за несколько недель до окончательного военного поражения Центральных держав.

### Распад

Карта распада Австро-Венгрии в 1919—1920 годах

В 1918 году экономический кризис, сложная обстановка на фронте и распад соседней Российской империи послужили причиной распада Австро-Венгрии. В октябре того же года события приобрели угрожающий характер, и Карл I призвал народы империи сплотиться, сформировав национальные комитеты. Комитеты были сформированы, однако они занялись не централизацией империи, а отстаиванием интересов её национальных меньшинств. 28 октября чехословацкий национальный комитет провозгласил Чехословакию, 29 октября было провозглашено Государство словенцев, хорватов и сербов, 31 октября в Будапеште произошло вооружённое восстание, и император Австрии потерял контроль над страной. 1 ноября была провозглашена Западно-Украинская народная республика, 6 ноября — Польша. 12 ноября Карл I отрёкся от австрийского престола. Австро-Венгрия прекратила своё существование.
Была провозглашена Австрийская республика, союзная с Германией, но позже этот союз был запрещён Парижской мирной конференцией и договорами, подписанными в Версале, Сен-Жермене и Трианоне.
На территории бывшей империи возникло несколько новых государств: Чехословакия, Австрийская республика, Венгрия. Остальные регионы страны вошли в состав Румынии, КСХС, Италии и Польши

## Административно-территориальное деление

Цислейтания: 1. Богемия, 2. Буковина, 3. Каринтия, 4. Крайна, 5. Далмация, 6. Галиция и Лодомерия, 7. Австрийское Приморье, 8. Нижняя Австрия, 9. Моравия, 10. Зальцбург, 11. Силезия, 12. Штирия, 13. Тироль, 14. Верхняя Австрия, 15. Форарльберг.
Транслейтания: 16. Венгрия, 17. Хорватия и Славония.
Вне национальных частей: 18. Босния и Герцеговина

В политическом отношении Австро-Венгрия делилась на две части — Австрийскую Империю, управляемую с помощью Рейхсрата, и Венгерское Королевство, включавшее в себя исторические земли венгерской короны и подчинявшееся венгерскому парламенту и правительству. Неофициально эти две части назывались Цислейтания и Транслейтания соответственно. Аннексированная Австро-Венгрией в 1908 году Босния и Герцеговина не была включена ни в состав Цислейтании, ни в состав Транслейтании и управлялась особыми органами власти.
В административном отношении Австро-Венгрия делилась на следующие составные части (коронные земли):
- Цислейтания (земли австрийской короны)
  - Королевство Богемия (Königreich Böhmen, České království), центр — Прага (нем. Prag, чеш. Praha)
  - Королевство Далмация (Königreich Dalmatien), центр — Сплит (Split)
  - Королевство Галиция и Лодомерия (Königreich Galizien und Lodomerien, Królestwo Galicji i Lodomerii, Королівство Галичини та Володимирії), центр — Львов (нем. Lemberg, польск. Lwów, укр. Львів)
  - Эрцгерцогство Нижняя Австрия (Erzherzogtum Österreich unter der Enns), центр — Вена (Wien)
  - Эрцгерцогство Верхняя Австрия (Erzherzogtum Österreich ob der Enns), центр — Линц (Linz)
  - Герцогство Буковина (Herzogtum Bukowina, Герцогство Буковина, Ducatul Bucovinei), центр — Черновцы (нем. Czernowitz, рум. Cernăuți, укр. Чернівці́)
  - Герцогство Каринтия (Herzogtum Kärnten), центр — Клагенфурт (Klagenfur)
  - Герцогство Крайна (Herzogtum Krain, Vojvodina Kranjska), центр — Любляна (нем. Laibach, словенск. Ljubljana)
  - Герцогство Зальцбург (Herzogtum Salzburg), центр — Зальцбург (нем. Salzburg)
  - Герцогство Верхняя и Нижняя Силезия (Австрийская Силезия) (Herzogtum Ober- und Niederschlesien, Vévodství Horní a Dolní Slezsko), центр — Опава (нем. Troppau, чеш. Opava)
  - Герцогство Штирия (Herzogtum Steiermark, Vojvodina Štajerska), центр — Грац (Graz)
  - Маркграфство Моравия (Markgrafschaft Mähren, Markrabství moravské), центр — Брно (нем. Brünn, чеш. Brno)
  - Окняженное графство Тироль (Gefürstete Grafschaft Tirol, Contea Principesca del Tirolo), центр — Инсбрук (нем. Innsbruck)
  - Земля Форарльберг, центр — Брегенц (Bregenz)
  - Австрийское Приморье, центр — Триест (нем. Triest, итал. Trieste, слов. Trst)
    - Окняженное графство Горица и Градишка (Gefürstete Grafschaft Görz und Gradisca, Poknežena grofija Goriška in Gradiška), центр — Гориция (нем. Gorizia, нем. Görz, словен. Gorica)
    - Город Триест (Reichsunmittelbare Stadt Triest und ihr Gebiet, Città Imperiale di Trieste e Dintorni)
    - Маркграфство Истрия (Markgrafschaft Istrien, Markgrofovija Istra, Mejna grofija Istra), центр — Пореч (нем. Parenz, итал. Parenzo, хорв. Poreč)
- Транслейтания (земли венгерской короны)
  - Королевство Венгрия (Magyar Királyság), центр — Будапешт (венг. Budapest)
  - Королевство Хорватия и Славония (Kraljevina Hrvatska i Slavonija, Horvát-Szlavón Királyság, Königreich Kroatien und Slawonien), центр — Загреб (нем. Agram, венг. Zágráb, хорв. Zagreb)
  - Город Фиуме (Stadt Fiume mit Gebiet, Fiume város és területe, Grad Rijeka i okolica)
- Босния и Герцеговина (Bosnien und Herzegowina, Bosna i Hercegovina) (с 1908 г.), центр — Сараево (нем. Sarajevo)

Коронные земли делились на округа (Bezirk) и статуарные города (Statutarstadt), округа на города (Stadt) и общины (Gemeinde).
Представительными органами частей (Венгрии, Хорватии) являлись земельные сеймы, исполнительными органами — земельные правительства, состоящие из земельного премьер-министра и земельных министров. Императора в коронных землях представляло наместничество (Statthalterei), представительными органами земель являлись земельные сеймы (Landtag), исполнительными органами — земельные комитеты (Landesausschuss), состоявшие из земельного капитана (Landeshauptmann) и земельных советников (Landesrat). Наместничество в округах представляли окружные капитанства (Bezirkshauptmannschaft). В городах представительными органами являлись общинные советы (Gemeinderat), исполнительными органами — городские советы (Stadtrat), состоявшие из бургомистра (Buergermeister) и городских советников (Stadtrat). Представительными органами общин были общинные представительства (Gemeindevertretung), исполнительными — общинные комитеты (Gemeindeausschuss), состоявшие из бургомистра и общинных советников.

## Государственное устройство
Согласно договору и конституции 1867 года обе половины государства (Цислейтания и Транслейтания) получали собственные парламенты, министерства, армии и бюджеты. После присоединения к империи Боснии она тоже получила свой сейм и бюджет. Делегации от Австрии и Венгрии ежегодно поочерёдно проводили заседания в парламенте, где решались государственные вопросы. Общеимперскими учреждениями были признаны армия и министерства иностранных дел и финансов, содержавшиеся за счёт общеимперского бюджета. Действовали три императорских и королевских общих министерств (k.u.k. gemeinsame Ministerien) — Министерство императорских и королевских домов и иностранных дел (Ministerium des kaiserlichen und königlichen Hauses und des Äußern), императорское и королевское военное министерство (k.u.k. Kriegsministerium), общее финансовое министерство (gemeinsames Finanzministerium).
Возглавлял государство Император Австрии, также занимавший престол Венгрии, король Богемии, Далмации, Хорватии, Славонии, Галиции и Лодомерии и Иллирии, титулярный король Иерусалима и прочие. В его руках была сосредоточена вся власть, ограниченная конституцией и парламентом. Император имел право назначать и смещать с должностей министров, но они отчитывались перед австрийским парламентом. Законодательный орган — Государственный Совет (Reichsrat) — состоял из палаты господ (Herrenhaus) и палаты депутатов (Abgeordnetenhaus), исполнительным органом являлось Министерство (Ministerium) во главе с министр-президентом (Ministerpräsident). Орган конституционного надзора — Императорский и королевский рейхсгерихт (K. k. Reichsgeruiht).
На местах власть принадлежала местным правительственным организациям, которые подчинялись вышестоящим органам. Общая численность чиновников разных родов в три раза превышала общеимперскую армию Австро-Венгрии. Все они жили за счёт государства.

### Политические партии
- (Партии Австрии и Судетского края)
  - Христианско-социальная партия (Christlichsoziale Partei, ХСП, CS) — самая влиятельная партия среди немцев Австрии и Судет, пользовалась наибольшим влиянием среди немцев-католиков сельских районов Австрии и Судет
  - Социал-демократическая партия Австрии (Sozialdemokratische Arbeiterpartei Deutschösterreichs, SDAPDÖ, СДРПНА) — вторая по влиянию среди немцев и германизированных евреев Австрии и Судет, наибольшим влиянием пользовалась среди немцев городских районов Австрии и Судет
  - Аграрная партия и Немецкая национальная партия (Deutsche Nationalpartei, DnP) — наибольшим влиянием пользовались среди немцев-протестантов сельских районов Австрии и Судет
  - Немецкая прогрессивная партия (Deutsche Fortschrittspartei) — пользовалась влиянием среди немцев городских районов Австрии и Судет
  - Немецкая радикальная партия (Deutschradikale Partei), Немецкая народная партия (Deutsche Volkspartei) и Немецкая рабочая партия (Deutsche Arbeiterpartei) — националистические, пользовалась влиянием в отдельных районах Австрии и Судет
- (Чешские партии)
  - Чехословацкая аграрная партия (Českoslovanská strana agrární, Tschechoslowakische Agrarpartei) — самая влиятельная партия среди чехов, наибольшим влиянием пользовалась среди чехов сельских районов несудетской Богемии, Моравии и Силезии
  - Чехословацкая социал-демократическая партия — вторая по влиянию среди чехов, наибольшим влиянием пользовалась среди чехов городских районов несудетской части Богемии, Моравии и Силезии, а также среди чехов Судетского края
  - Национал-католическая консервативная партия (Katolicko-národně konzervativní strana v Čechách) — наибольшим влиянием пользовалась среди чехов-католиков сельских районов Богемии, Моравии и Силезии
  - Чешская национально-социальная партия — наибольшим влиянием пользовалась среди чехов городских районов несудетской части Богемии, Моравии и Силезии, а также среди чехов Судетского края
  - Свободомыслящая национальная партия (Freisinnige Nationalpartei, Národní strana svobodomyslná) — пользовалась влиянием среди чехов Богемии, Моравии и Силезии
- (Польские партии)
  - Польская крестьянская партия — самая влиятельная партия среди поляков, пользовалась наибольшим влиянием среди поляков сельских районов Малопольши и Тешинской Силезии
  - Польская демократическая партия — пользовалась влиянием среди поляков городских районов Малопольши, Галиции и Тешинской Силезии
  - Польская социал-демократическая партия Галиции и Силезии-Цешина — пользовалась влиянием среди поляков городских районов Малопольши, Галиции и Тешинской Силезии, левее Польской демократической партии
  - Польская национально-демократическая партия — пользовалась влиянием среди поляков Малопольши, Галиции и Тешинской Силезии
- (Украинские и русские партии)
  - Русско-украинская радикальная партия (Русько-українська радикальна партія, РУРП) — первая украинская партия, леводемократического толка
  - Украинская национал-демократическая партия — правый откол от РУРП, самая влиятельная партия среди украинцев
  - Украинская социал-демократическая партия — левый откол от РУРП, социалистическая партия в Восточной Галиции и Буковине
  - Русская народная партия (Русска народна партія) — русофильская партия
- (Хорватские и словенские партии)
  - Народная партия (Narodna stranka) — самая влиятельная среди хорватов
  - Партия права (Stranka prava) — вторая по влиянию партия среди хорватов
  - Словенская народная партия (Slovenska ljudska stranka, Allslowenische Volkspartei) — самая влиятельная среди словенцев
  - Словенская социально-христианская партия — вторая по влиянию среди словенцев
  - Словенская либеральная партия — наибольшим влиянием пользовалась среди словенцев городских районов Словении
  - Югославянская социал-демократическая партия — наибольшим влиянием пользовалась среди словенцев и хорватов городских районов Словении и Хорватии, левее Словенской либеральной партии
  - Социал-демократическая партия Хорватии и Славонии
  - Словенская национальная партия

## Правовая система
Высшая судебная инстанция Цислейтании — Императорский и королевский верховный кассационный суд (K. k. Oberster Gerichts- und Kassationshof), суды апелляционной инстанции — императорские и королевские оберландесгерихты (K. k. oberlandesgericht), суды первой инстанции — императорские и королевские крейсгерихты (K. k. kreisgericht), низшее звено судебной системы — императорские и королевские бецирксгерихты (K. k. bezirksgericht), суд административной юстиции — Императорский и королевский административный суд (K. k. Verwaltungsgerichtshof). Высшая судебная инстанции Транслейтании — Венгерская королевская курия.

## Вооружённые силы
- Сухопутные войска Австро-Венгрии (kaiserliche und königliche Armee)
- Военно-морские силы Австро-Венгрии (Kaiserliche und Königliche Kriegsmarine)
- Военно-воздушные силы Австро-Венгрии (Kaiserliche und Königliche Luftfahrtruppen)

## Экономика
Денежная единица — основанная на золотом (золото-монетном) стандарте Австро-венгерская крона (нем. Österreichisch-ungarische Krone, венг. Osztrák-magyar korona, чеш. Rakousko-uherská koruna, пол. Korona austro-węgierska, серб. Аустроугарска круна, укр. Австро-угорська крона, хор. Austro-ugarska kruna, итал. Corona austro-ungarica, рум. Coroană austro-ungară, словацк. rakúsko-uhorská koruna) (0,33875 граммов золота, 39 копеек Российской Империи, годовая заработная плата учителя в 1899 достигла почти 1000 крон, коменданта жандармского округа — 1400 крон, жандарма — 800 крон, а греко-католического священника в 1907—2800 крон, зарплаты у рабочих на металлургических предприятиях — 1085 крон в год, машиностроения — 1445 крон, полиграфии — 1242 кроны, 1 номер «Kronenzeitung» стоил 4 геллера, 1,5 кг сахара — 1 крона, билет на внутригородской трамвай — 19 геллеров, 1 кг телятины стоил 96-98 геллеров, говядины — 86-90 геллеров), была представлена:
- медными монетами номиналом в 1, 2, 10 и 20 геллеров (геллер (нем. Heller, чеш. Haléř, пол. Halerz, укр. Галер, венг. fillér, хор. Filir, слов. Halier) — 1/100 кроны) (на аверсе — Герб Австро-Венгрии, на реверсе — номинал);
- серебряными монетами номиналом в 1, с 1912 года — 2, а с 1900 года также — 5 крон[12] (на аверсе — портрет Императора, на реверсе — герб Австро-Венгрии и номинал), чеканившимися Монетным двором Кёрмёцбанье;
- золотыми монетами в 10, 20, а с 1909 года — 100 крон (на аверсе — портрет Императора, на реверсе — герб Австро-Венгрии и номинал);
- банкнотами номиналом в 10, 20, 50, 100 и 1000 крон[13], эмитировавшимися Австро-Венгерским банком.

До 1892 года денежной единицей являлся Австро-венгерский гульден (нем. Österreichischer Gulden, венг. Osztrák-magyar forint, чеш. Rakousko-uherský zlatý, ит. Fiorino austro-ungarico, рум. Florin austro-ungar)
- медные монеты номиналом полкройцера, 1 и 4 кройцера (нем. Kreuzer, венг. Krajcár, чеш. Krejcar, пол. Krajcar, рум. Creiţar) (кройцер — 1/100 гульдена, до 1857 года: кройцер — 1/60 гульдена, пфенниг (нем. Pfennig, чеш. Fenik, пол. Fenig,) — 1/240 гульдена, геллер — 1/480 гульдена), до 1857 года — 1/4, 1/2, 1, 2, 15, 30 кройцеров;
- серебряные монеты номиналом в 5, 10, 20 кройцеров, 1 и 2 гульдена, до 1857 года — 3 и 6 кройцеров;
- банкноты в 10, 100 и 1000 гульденов эмитировались Австро-Венгерским банком (Österreichisch-Ungarische Bank, Osztrák-Magyar Bank);
- казначейскими билетами номиналом в 1, 5 и 50 гульденов эмитировались Императорской и королевской Имперской центральной кассой (K.K. Reichs-Central-Cassa).

Оператор железнодорожных перевозок — Императорские и королевские государственные железные дороги (k.k. Staatsbahnen), операторы почтовой и телефонной связи — Почтово-телеграфное управление (Post- und Telegraphenverwaltung) и Венгерская королевская почта (Magyar Királyi Posta).
Объединение переживающей индустриальный подъём Австрии с отсталой аграрной Венгрией ухудшило суммарные результаты вновь созданной дуалистической монархии, но создало предпосылки индустриализации юго-восточной окраины. Реформы конца 1860-х годов вывели экономику Австро-Венгрии на уровень, достаточный для успешной конкуренции с другими странами Западной Европы. Важнейшим внешнеэкономическим партнёром стал северный сосед, Германия. Синергетический эффект был особенно заметен на прилегающих к границе землях Богемии и Моравии, где стал формироваться своеобразный интеграционный комплекс. Кризис 1873 года («грюндеркрах») затронул и Австро-Венгрию, где в «чёрную пятницу» 9 мая на Венской бирже произошёл крах. Это значительно ослабило валюту, а количество банков сократилось в несколько раз. Показатели 1873 года были вновь достигнуты только в 1881 году, но уже на новом технологическом уровне. Австро-Венгрия вместе с Германией вышли на передовые позиции в транспортном машиностроении и электротехнике; именно здесь был пущен первый в Европе метрополитен на электрической тяге, начато производство и экспорт торпед, найдено и передано в промышленность конструкционное решение ламп накаливания с металлической нитью. Именно в этот период были основаны машиностроительные гиганты Ikarus, Tatra и Škoda.
В начале XX Австро-Венгрия была второй в Европе нефтедобывающей страной. Первоначально главным районом добычи нефти была Галиция (в нынешней Украине). Когда из-за интенсивной добычи галицийские месторождения стали истощаться, были открыты месторождения в Кроации (ныне Хорватия), в долине реки Мура (в нынешней Венгрии) и в Трансильвании (ныне в Румынии). Основная часть нефти экспортировалась в другие страны Европы, но развивалась и собственная нефтепереработка. К началу Первой мировой войны в Венгрии работало более десятка нефтеперерабатывающих заводов общей производительностью 600 тысяч баррелей в день. В середине 1900 годов месторождения на Большой Венгерской низменности (Альфёльд) и в Трансильвании давали до 90 % от общего объема добычи нефти. В 1910 году среди европейских государств Австро-Венгрия уступала по добыче нефти лишь Российской Империи:
| Государства и территории | Добыча нефти в 1910 г. (тыс.тонн) |
| ------------------------ | --------------------------------- |
| США                      | 29937                             |
| Российская империя       | 9660                              |
| Австро-Венгрия           | 1810                              |
| Нидерландская Индонезия  | 1576                              |
| Румыния                  | 1389                              |
| Британская Индия         | 877                               |
| Мексика                  | 519                               |
| Япония                   | 261                               |
| Перу                     | 180                               |
| Германия                 | 147                               |
| Канада                   | 45                                |
| Италия                   | 7                                 |
| Прочие государства       | 27                                |
| Итого                    | 46435                             |

В начале Первой мировой войны австро-венгерские войска неизменно несли меньшие потери на Итальянском фронте, а битве при Капоретто нанесли итальянцам решающее поражение, преодолеть последствия которого Италия смогла только после вступления в войну США. Экономическая блокада со стороны Антанты лишила Германию и Австро-Венгрию выхода на внешние рынки, что привело к нехватке продовольствия. Австро-венгерская крона обесценилась к доллару США в 3 раза, но на экономику страны, оставшейся замкнутой только на Германию, это не влияло.
Бо́льшая часть населения была занята в аграрной сфере, особенно в венгерской части империи. Многие земли принадлежали крупным боярам, магнатам и помещикам, на которых работали местные крестьяне. Землевладельцы запрещали продавать крестьянам свой урожай в городе, установив монополию на товары со своих участков. В Цислейтании к 1910 году из 10 тысяч жителей абсолютное большинство было занято в аграрном секторе:
| Род занятий         | Количество | %     |
| ------------------- | ---------- | ----- |
| Аграрное хозяйство  | 5238       | 52,38 |
| Индустрия           | 2472       | 24,72 |
| Транспорт           | 583        | 5,83  |
| Торговля            | 413        | 4,13  |
| Учителя и чиновники | 330        | 3,30  |
| Пенсионеры и рантье | 318        | 3,18  |
| Безработные         | 293        | 2,93  |
| Горное дело         | 206        | 2,06  |
| Военные             | 101        | 1,01  |
| Свободные профессии | 41         | 0,41  |
| Рыболовство         | 5          | 0,05  |

В Транслейтании занятых в сельском хозяйстве было ещё больше, а Венгрия являлась аграрным придатком для Австрии. Нехватка хлеба и необходимость его импорта (в том числе, из России и Румынии) — как в Австро-Венгрии, так и в Германии — были обусловлены не урожайностью (которая была выше, чем в России), а структурным перекосом распределения угодий в пользу выпасов, а также овса — важнейшего стратегического продукта для миллионов лошадей, обслуживавших транспортные нужды армии. Занятость населения в Венгрии:
| Род занятий         | Количество | %     |
| ------------------- | ---------- | ----- |
| Аграрное хозяйство  | 6842       | 68,42 |
| Индустрия           | 1352       | 13,52 |
| Наёмные рабочие     | 554        | 5,54  |
| Учителя и чиновники | 297        | 2,97  |
| Торговля            | 289        | 2,89  |
| Транспорт           | 229        | 2,29  |
| Пенсионеры и рантье | 139        | 1,39  |
| Безработные         | 133        | 1,33  |
| Горное дело         | 85         | 0,85  |
| Военные             | 79         | 0,79  |
| Рыболовство         | 1          | 0,01  |

В отличие от Венгрии, в Австрии была развита промышленность. Абсолютное большинство фабрик было сосредоточено в австрийской половине страны: в Богемии, Силезии, Нижней Австрии, Форарльберге и Моравии. Машиностроительные заводы располагались в своём большинстве в Вене, Венском Нейштадте, Триесте, Праге и Брюнне. Железо на фабрики и заводы поставляли из горных районов государства: Нижней Австрии, Верхней Австрии, Моравии, Силезии, Каринтии, Штирии, Крайны. Снабжение предприятий топливом и материалами затруднялось, так как империя не обладала достаточно большим запасом природных ресурсов. Цислейтания производила машины, хлопчатобумажные ткани, ковры, химикаты, вооружения, предметы быта и прочее. В 1868 году в Пльзене была основана фирма Шкода, производившая оборудование и машины. Впоследствии фирма переориентировалась на производство автомобилей. Также в Чехии был основан крупнейший обувной концерн Европы тех времён Batá.
Парламент Австрии принял ряд законов, регулирующих работу на предприятиях. В конце XIX века Христианско-социальной партии Австрии удалось добиться защиты прав рабочего в полной мере, хотя это было реализовано только в Вене.
В Австро-Венгрии была развита транспортная система. С развитием торговли на море и реках появилась необходимость в ремонте старых и прокладке новых дорог. Крупные промышленные центры были связаны между собой железными дорогами, которых до кризиса 1873 года проложили 9600 километров. 90 % всей железнодорожной сети принадлежало государству. Австро-венгерские инженеры принимали участие в сооружении дорог как внутри страны, так и за её пределами. В одной только Вене работало 4 паровозостроительных завода, производивших локомотивы мирового уровня. Была сооружена Восточная железная дорога, связавшая Европу и Стамбул. Для удобства передвижения по рекам сооружались каналы. Австро-Венгрия имела мощный морской торговый флот, который базировался в Триесте. Сам Триест к моменту распада империи превратился в крупный торговый центр и важнейший морской порт.
Несмотря на относительно быстрое развитие экономики, она не могла существовать без иностранных инвестиций. В основном в предприятия империи вкладывали деньги Германия и Великобритания. К XX веку большая часть военной промышленности контролировалась инвесторами из Германии.
Крупнейшие города:
- Вена — 2 031 000
- Будапешт — 882 000
- Прага — 224 000
- Львов — 206 000
- Грац — 152 000
- Брно — 126 000
- Триест — 161 000

## Культура
Одним из самых значительных культурных объектов Австро-Венгрии являлась Венская опера (1869). Большого расцвета также достигла наука (физики Больцман и Доплер, психолог Фрейд). Развивалась и философия (Мах, Витгенштейн).

### Образование
Академия наук:
- Императорская академия наук Вены (Kaiserliche Akademie der Wissenschaften in Wien)
- Венгерская академия наук (Magyar Tudományos Akadémia)

Университеты:
- Венский университет (Нижняя Австрия)
- Грацский университет (Штирия)
- Зальцбургский университет (Зальцбург)
- Инсбрукский университет (Тироль)
- Пражский университет (Богемия)
- Оломоуцкий университет (Моравия)
- Краковский университет (Галиция)
- Львовский университет (Галиция)
- Черновицкий университет (Буковина)
- Будапештский университет (Венгрия)
- Коложварский университет (Венгрия)
- Загребский университет (Хорватия и Славония)

### СМИ
- Императорское и королевское бюро телеграфных корреспондентских пунктов (k.k. Telegraphen-Korrespondenz-Bureau) — государственное информационное агентство
- «Винер Цайтунг» («Wiener Zeitung») — издание Императорского и королевского совета министров
- «Грацер Цайтунг» (Grazer Zeitung) — издание Штирийской штатгальтерии
- «Линцер Цайтунг» (Linzer Zeitung) — издание Верхнеавстрийской штатгальтерии
- «Райхсгезетцблатт» (Reichsgesetzblatt) — бюллетень законов Австрии
- «Алльгемайне Ландес-Гезетц- унд Регирунгсблатт фюр диэ Кронлендер Эстеррайх об дер Энс унд Зальцбург» (Allgemeine Landes-Gesetz- und Regierungsblatt für die Kronländer Österreich ob der Enns und Salzburg) — бюллетень постановлений коронных земель Верхняя Австрия и Зальцбург
- «Ландесгезетц- унд Регирунгсблатт фюр дас Эрецгерцогтум Эстеррайх унтер дер Эннс» (Landesgesetz- und Regierungsblatt für das Erzherzogthum Österreich unter der Enns)
- «Ландесгезетц- унд Регирунгсблатт дюр диэ гефюрстеле Графшафт Тироль мит Форарльберг» (Landesgesetz- und Regierungsblatt für die gefürstete Grafschaft Tirol mit Vorarlberg) — бюллетень законов Форарльберга
- «Алльгемайне Ландесгезетц- унд Регирунгсблатт фюр дас Кронланд Штайермарк» (Allgemeines Landesgesetz- und Regierungsblatt für das Kronland Steiermark) — бюллетень постановлений коронной земли Штирия
- «Ландес-Гезетц- унд Регирунгс-Блатт фюр дас Кронланд Бомен» (Landes-Gesetz- und Regierungs-Blatt für das Kronland Böhmen) — бюллетень постановлений коронной земли Богемия
- «Ландесгезетц- унд Регирунгсблатт фюр дас Кронланд Мэрен» (Landesgesetz- und Regierungsblatt für das Kronland Mähren) — бюллетень постановлений коронной земли Моравия
- «Ландесгезетц- унд Региерунгсблатт фюр дас Кронланд Обер- унд Нидершлезиен» (Landesgesetz- und Regierungsblatt für das Kronland Ober- und Nieder-Schlesien) — бюллетень постановлений коронной земли Верхняя и Нижняя Силезия
- «Альгемайне Ландес-Гезетц- унд Регирунгсблатт фюр дас Кронланд Галициен унд Лодомериен мит Герцогтюмерн Аушвитц унд Затор унд дем Гросгерцогтуме Кракау» (Allgemeine Landes-Gesetz- und Regierungsblatt für das Kronland Galizien und Lodomerien mit den Herzogthümern Auschwitz und Zator und dem Großherzogthume Krakau) — бюллетень постановлений коронной земли Галиция
- «Альгемайне Ландес-Гезетц- унд Регируенгсблатт фюр дас Кронланд Буковина» (Allgemeines Landes-Gesetz- und Regierungsblatt für das Kronland Bucovina) — бюллетень постановлений коронной земли Буковина
- «Ландес-Гезетц- унд Регирунгсблатт фюр дас Кронланд Краин» (Landes-Gesetz- und Regierungsblatt für das Kronland Krain) — бюллетень постановлений коронной земли Краина
- «Ландесгезетц- унд Регирунгсблатт фюр дас Кронланд Далматиен» (Landesgesetz- und Regierungsblatt für das Kronland Dalmatien) — бюллетень постановлений коронной земли Далмация
- «Ландесгезетц- унд Региерунгсблатт фюр диэ райхсунмиттелбарэ Штадт Триест унд дас Кюстенланд» (Landesgesetz- und Regierungsblatt für die reichsunmittelbare Stadt Triest und das Küstenland)
- Budapesti Közlöny — бюллетень законов Венгрии
- «Земальско-законски и владни лист за круновину Херватску и Славониу» (Zemaljsko-zakonski i vladni List za krunovinu Hervatsku i Slavoniu, Landesgesetz- und Regierungsblatt für das Kronland Kroatien und Slavonien)

### Спорт
Австро-Венгрия имела два национальных футбольных объединения — Австрийский футбольный союз и Венгерскую футбольную федерацию, две сборные по футболу, два национальных олимпийских комитета — Австрийский олимпийский комитет и Венгерский олимпийский комитет, две олимпийские сборные.

### Религия

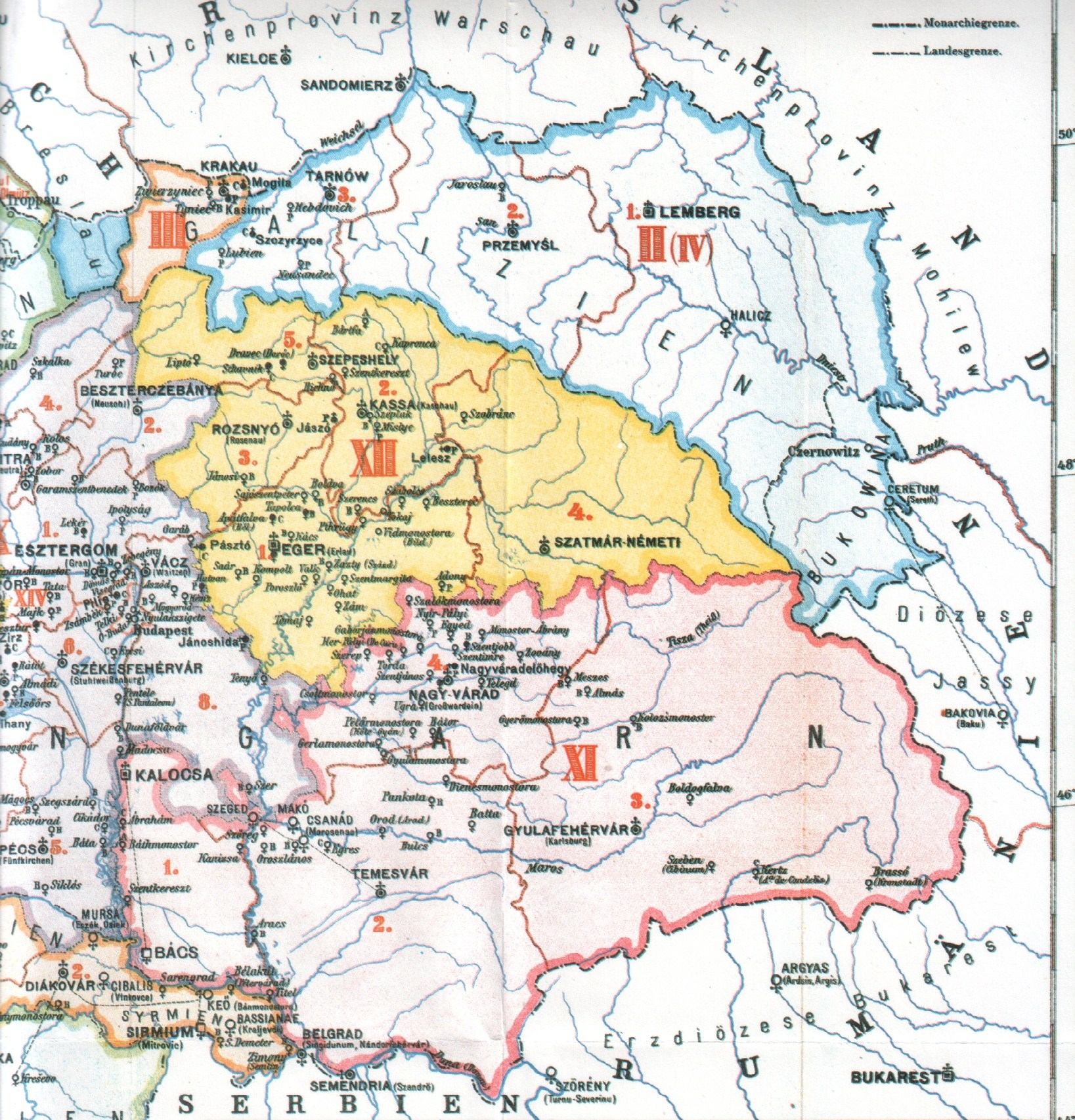
Католицизм в Австро-Венгрии

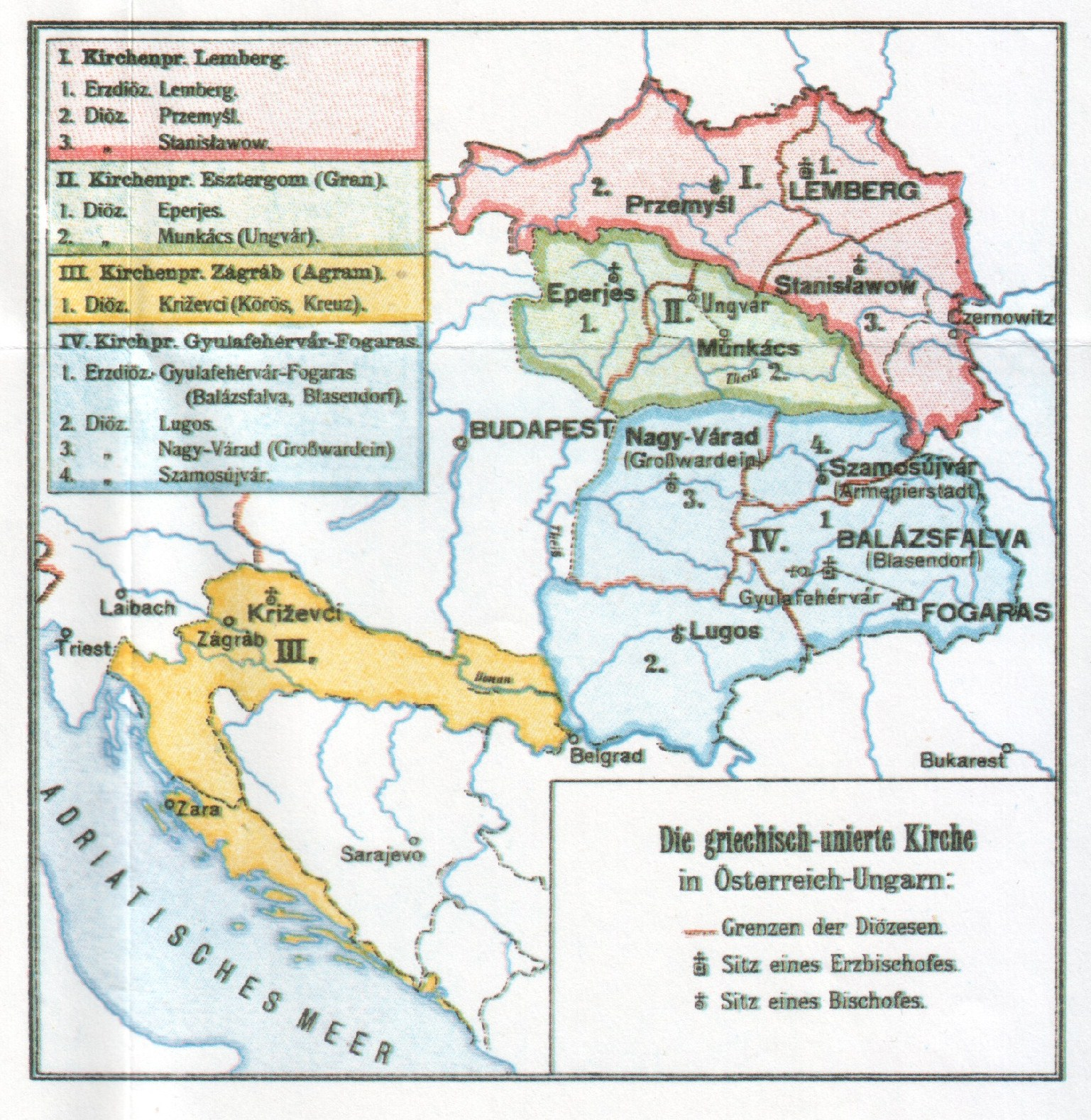
Униатство в Австро-Венгрии

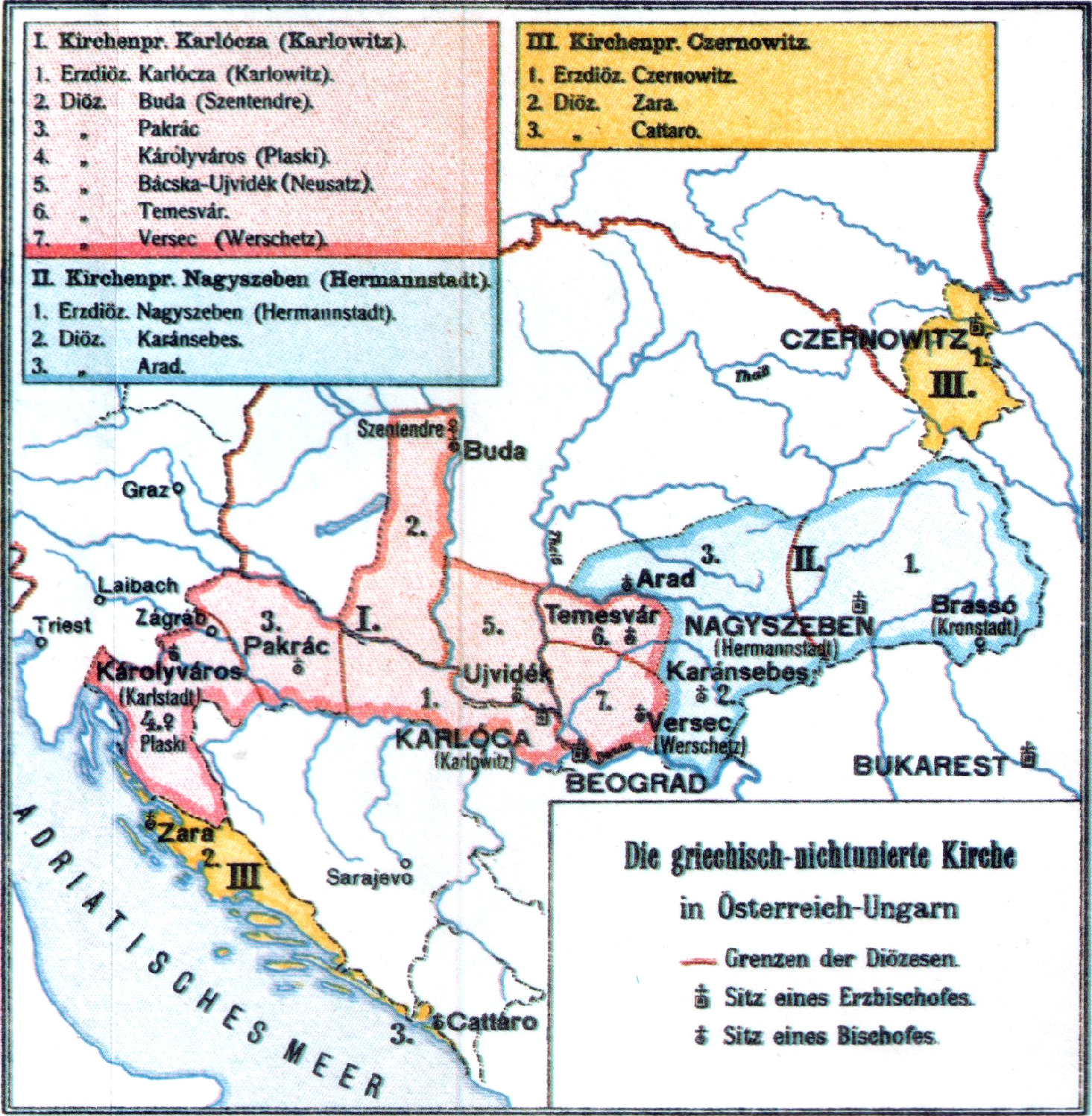
Православие в Австро-Венгрии

- Конференция католических епископов Австрии (Österreichische Bischofskonferenz)
  - Митрополия Вены (Kirchenprovinz Wien) — объединяли большинство немцев-католиков Верхней и Нижней Австрии
    - Архиепархия Вены (Erzdiözese Wien)
    - Епархия Линца (Diözese Linz)
    - Епархия Санкт-Пёльтена (Diözese St. Pölten)

  - Митрополия Зальцбурга (Kirchenprovinz Salzburg) — объединяли большинство немцев-католиков Зальцбурга, Штирии, Каринтии, Тироля и Форарльберга
    - Архиепархия Зальцбурга (Erzdiözese Salzburg)
    - Епархия Зеккау (Diözese Seckau)
    - Епархия Гурка (Diözese Gurk)
    - Епархия Брессаноне (Diözese Brixen)
    - Епархия Тренто (Bistum Trient) (Тироль)

  - Чешская митрополия (Česká církevní provincie) — объединяла преимущественно чехов-католиков Богемии и немцев-католиков судетской части Богемии
    - Архиепархия Праги (Erzbistum Prag, Arcidiecéze pražská)
    - Епархия Градец-Кралове (Bistum Königgrätz, Diecéze královéhradecká)
    - Епархия Литомержице (Bistum Leitmeritz, Diecéze litoměřická)
    - Епархия Ческе-Будеёвице (Bistum Budweis, Diecéze českobudějovická,)

  - Моравская митрополия (Moravská církevní provincie) — объединяла преимущественно чехов-католиков Моравии и Силезии и немцев-католиков судетской части Моравии и Силезии
    - Архиепархия Оломоуца (Erzbistum Olmütz, Arcidiecéze olomoucká)
    - Епархия Брно (Bistum Brünn, Diecéze brněnská)

  - Архиепархия Кракова (Erzbistum Krakau, Archidiecezja krakowska) — объединяла преимущественно поляков-католиков западной части Галиции
  - Львовская митрополия — объединяла преимущественно поляков-католиков Галиции и галицийских немцев-католиков
    - Архиепархия Львова (Erzbistum Lemberg, Archidiecezja lwowska)
    - Епархия Перемышля (Bistum Przemyśl, Diecezja przemyska)
    - Епархия Тарнува (Bistum Tarnów, Diecezja tarnowska)

  - Львовская митрополия византийского обряда (Kirchenprovinz Lemberg, Львівська митрополія) — объединяла преимущественно украинцев-униатов Галиции
    - Львовская архиепархия византийского обряда (Erzdiözese Lemberg, Львівська архієпархія)
    - Станиславовская епархия (Diözese Stanislawow, Станиславівська єпархія)
    - Перемышльская епархия византийского обряда (Diözese Przemyśl, Перемишльська єпархія)

  - Епархия Любляны (Erzbistum Ljubljana, Nadškofija Ljubljana) — объединяла преимущественно словенцев-католиков Краины
  - Епархия Пореча и Пулы (Bistum Poreč-Pula, Porečka i Pulska biskupija) — объединяла преимущественно хорватов-католиков Маркграфства Истрия
  - Епархия Марибора (Bistum Maribor, škofija Maribor) — объединяла преимущественно словенцев-католиков Штирии
  - Митрополия Гориции (Kirchenprovinz Görz)
    - Архиепархия Гориции (Erzbistum Gorizia, Nadškofija Gorica) — объединяла преимущественно словенцев-католиков и итальянцев-католиков Графства Гориция и Градишка
    - Епархия Триеста (Bistum Triest, Diocesi di Trieste) — объединяла преимущественно итальянцев-католиков Имперского города Триест

  - Митрополия Задар — объединяла преимущественно хорватов-католиков Далмации
    - Архиепархия Задара (Erzbistum Zadar, Zadarska nadbiskupija)
    - Епархия Сплит-Макарска (Bistum Split-Makarska, Splitsko-makarska nadbiskupija)

  - Епархия Дубровника (Bistum Dubrovnik, Dubrovačka biskupija)
  - Епархия Хвара (Bistum Hvar, Hvarska biskupija)
  - Епархия Шибеника (Bistum Šibenik, Šibenska biskupija)
- Католические епархии не входившие в Конференцию католических епископов Австрии
  - Митрополия Эстергома
    - Архиепархия Эстергома (Esztergom-Budapesti Főegyházmegye)
    - Епархия Сомбатхея (Szombathelyi egyházmegye)
    - Епархия Дьёра (Győri Egyházmegye)
    - Епархия Секешфехервара (Székesfehérvári Egyházmegye)
    - Епархия Веспрема (Veszprémi Egyházmegye)
    - Епархия Банска-Быстрицы (Besztercebányai egyházmegye, Biskupstvo Banská Bystrica)
    - Епархия Нитры (Nyitrai egyházmegye, Biskupstvo Nitra)
    - Мукачевская епархия (Munkácsi egyházmegye, Мукачівська єпархія) византийского обряда
    - Прешовская епархия (Eperjesi egyházmegye) византийского обряда

  - Митрополия Эгера
    - Архиепархия Эгера (Egri főegyházmegye)
    - Епархия Ваца (Váci egyházmegye)
    - Епархия Рожнявы (Rozsnyói egyházmegye, Biskupstvo Rožňava)
    - Епархия Спиша (Szepesi egyházmegye, Biskupstvo Spišské Podhradie)
    - Епархия Кошице (Kassai egyházmegye, Biskupstvo Košice)
    - Епархия Сату-Маре (Szatmári egyházmegye, Dieceza de Satu Mare)

  - Митрополия Калочи
    - Архиепархия Калочи (Kalocsa Főegyházmegye)
    - Епархия Печа (Pécsi Egyházmegye)
    - Епархия Чанада (Csanád Egyházmegye)
    - Епархия Варада (Nagyváradi Egyházmegye, Dieceza de Oradea)
    - Епархия Алба-Юлии — объединяла преимущественно венгров-католиков Трансильвании

  - Митрополия Загреба
    - Архиепархия Загреба (Zagrebačka nadbiskupija)
    - Епархия Срема (Osječka Biskupija)
    - Крижевицкая епархия (Križevačka biskupija)

  - Митрополия Фэгэраша и Алба-Юлии византийского обряда (Arhieparhia de Făgăraş şi Alba Iulia) — объединяла преимущественно румын-униатов
    - Архиепархия Фэгэраша и Алба-Юлии
    - Епархия Самош-Уйвара
    - Епархия Лугожа (Eparhia de Lugoj)
    - Епархия Оради (Nagyváradi egyházmegye, Eparhia de Oradea Mare)

  - Митрополия Врхбосны — объединяла преимущественно хорватов-католиков Боснии и Герцеговины
    - Архиепархия Врхбосны (Vrhbosanska nadbiskupija)
    - Епархия Баня-Луки (Banjalučka biskupija)
    - Епархия Мостар-Дувно (Mostarsko-duvanjska biskupija)
    - Епархия Требине-Мркана
- Императорский и королевский высший церковный совет («Евангелическая церковь Аугсбургского и Гельветического исповедания королевств и земель представленных в Австрийском Рейхсрате» («Evangelische Kirche Augsburgischen und Helvetischen Bekenntnisses in den im österr. Reichsrathe vertretenen Königreichen und Ländern»)
  - Евангелическая суперинтендентура Аугсбургского исповедания Вены (Evangelischen Superintendentur A. B. Wien) — объединяла преимущественно немцев-лютеран Верхней Австрии, Нижней Австрии, Зальцбурга, Штирии, Каринтии, Тироля, Краины, Далмации
  - Евангелическая суперинтендентура Аугсбургского исповедания Аша (Evangelische Superintendentur A. B. Asch), Евангелическая суперинтендентура Аугсбургского исповедания Моравии и Силезии (Evangelische Superintendentur A. B. Mähren und Schlesien), Евангелическая суперинтендентура Аугсбургского исповедания Восточной Богемии (Evangelische Superintendentur A. B. Ostböhmen), Евангелическая суперинтендентура Аугсбургского исповедания Западной Богемии (Evangelische Superintendentur A. B. Westböhmen) — объединяла преимущественно чехов-лютеран и немцев-лютеран Богемии, Моравии и Силезии
  - Евангелическая суперинтендентура Аугсбургского исповедания Галиции (Evangelische Superintendentur A. B. Galizien) — объединяла преимущественно немцев-лютеран Галиции
  - Евангелическая суперинтендентура Внутренней и Нижней Австрии (Evangelische Superintendentur H. B. Inner- und Niederösterreich) — объединяла преимущественно немцев-кальвинистов Верхней Австрии, Нижней Австрии, Зальцбурга, Тироля, Штирии, Каринтияи, Краина, Далмация
  - Евангелическая суперинтендентура Гельветического исповедания Богемии (Evangelische Superintendentur H. B. Böhmen) — объединяла преимущественно немцев-кальвинистов и чехов-кальвинистов Богемии
  - Евангелическая суперинтендентура Моравии (Evangelische Superintendentur H. B. Mähren) — объединяла преимущественно немцев-кальвинистов и чехов-кальвинистов Моравии
- Евангелической церковью Венгрии (Magyarországi Evangélikus Egyház):
  - Придунайская евангелическая суперинтендентура (Dunáninneni evangélikus egyházkerület)
  - Задунайская евангелическая суперинтендентура (Dunántúli evangélikus egyházkerület)
  - Тисская евангелическая суперинтендентура (Tiszai evangélikus egyházkerület)
  - Горная евангелическая суперинтендентура (Bányai evangélikus egyházkerület)
- Венгерской реформатской церковью (Magyarországi Református Egyház):
  - Цистисская реформатская суперинтендентура (Tiszáninneni református egyházkerület), кафедра в Мишкольце
  - Транстисская реформатская суперинтендентура (Tiszántúli református egyházkerület), кафедра в Дебренцене
  - Придунайская реформатская суперинтендентура (Dunamelléki református egyházkerület), кафедра в Будапеште
  - Задунайская реформатская суперинтендентура (Dunántúli református egyházkerület), кафедра в Папе
- Церковь евангелических братьев (Evangelická církev bratrská)[17] — объединяла преимущественно немцев-моравских братьев и чехов-моравских братьев Цислейтании
- Черновицкая митрополия
  - Черновицкая архиепархия — объединяла преимущественно украинцев-православных Буковины
  - Задарская епархия — объединяла преимущественно сербов-православных Далмации
  - Которская епархия
- Карловацкая митрополия
  - Карловацкая патриархия — объединяла преимущественно сербов-православных Хорватии и Славонии (Срема)
  - Карловацкая епархия — объединяла преимущественно сербов-православных Хорватии и Славонии (Хорватии)
  - Пакрацкая епархия — объединяла преимущественно сербов-православных Хорватии и Славонии (Славонии)
  - Нови-Садская епархия — объединяла преимущественно сербов-православных Венгрии (Бачки)
  - Вршацкая епархия — объединяла преимущественно сербов-православных Венгрии (Баната)
  - Тимишоарская епархия — объединяла преимущественно румын-православных Венгрии
  - Будимская епархия — объединяла преимущественно сербов-православных Венгрии
- Сибиусская митрополия — объединяла преимущественно румын-православных Трансильвании
  - Сибиуская архиепископия (Arhiepiscopia Sibiului)
  - Арадская епархия (Episcopia Aradului)
  - Карансебешская епархия (Episcopia Caransebeșului)
- Дабро-Боснийская епархия — объединяла преимущественно сербов-православных Боснии и Герцеговины
- Католическую епархию старокатоликов в Германии (Katholisches Bistum der Alt-Katholiken in Deutschland) — объединяли преимущественно немцев-старокатоликов Верхней и Нижней Австрий, Каринтии, Штирии, Тироля, Зальцбурга, Краины, Далмации, Богемии, Моравии и Силезии, чехов-старокатоликов Богемии, Моравии и Силезии
- Верховый муфтият Боснии и Герцеговины — объединял преимущественно боснийцев-мусульман Боснии и Герцеговины.